# Mario Morroni
Mario Morroni (Venezia, 16 novembre 1949) è un economista italiano, professore di Economia Politica presso il Dipartimento di Scienze Politiche dell'Università di Pisa.

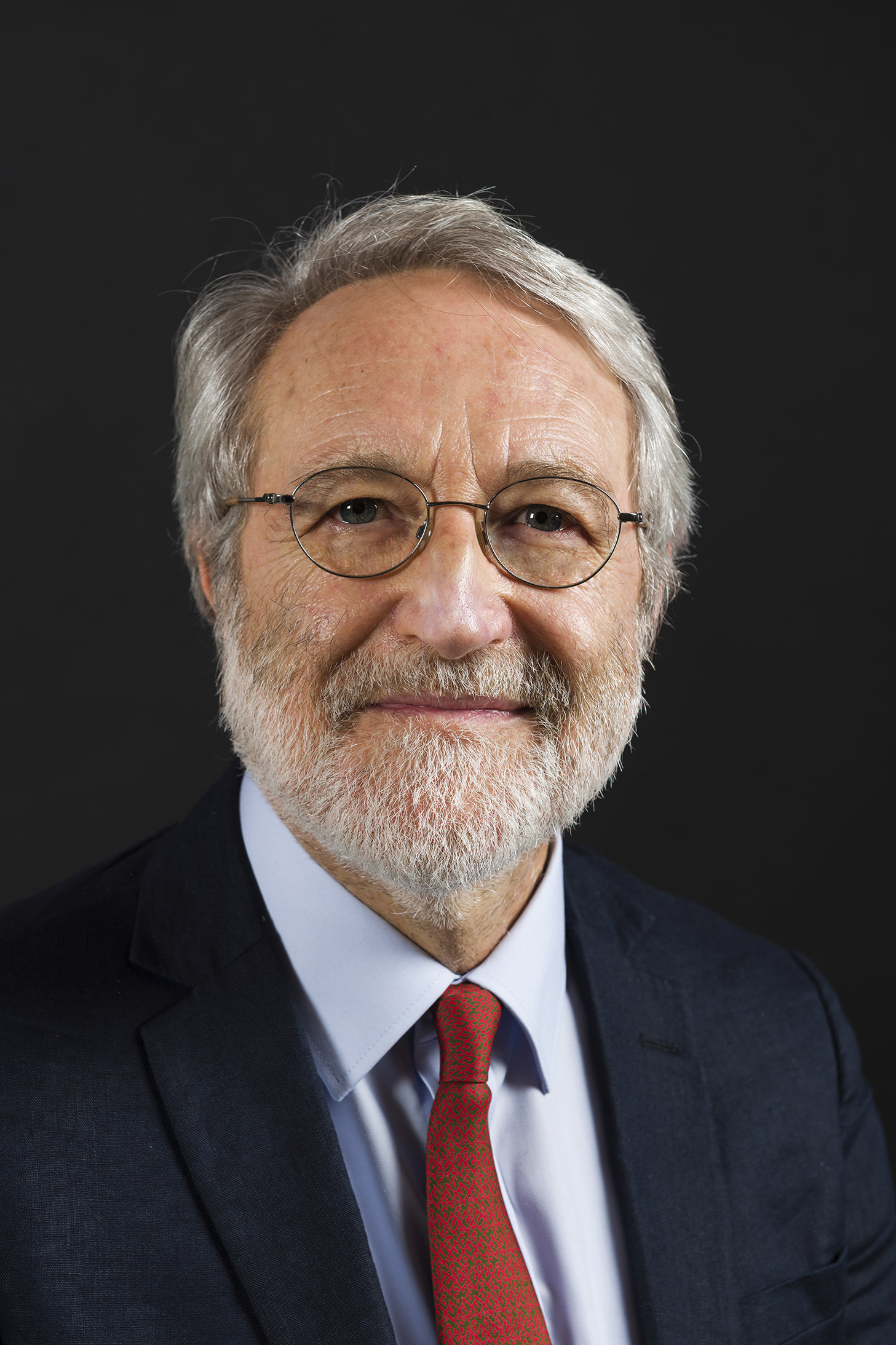
Mario Morroni

Dal 1999 è Life Member del Clare Hall, College for Advanced Study, University of Cambridge (U.K.). Dal 2018 è membro del Consiglio direttivo dell'Associazione Italiana per la Storia dell'Economia Politica (STOREP). 
Nel 1992 vince il Gunnar Myrdal Prize, dalla European Association for Evolutionary Political Economy (EAEPE). Nel 2016 riceve l'Ordine del Cherubino, assegnato dall'Università di Pisa, "per aver contribuito ad accrescere il suo prestigio per i particolari meriti scientifici e per il contributo alla vita e al funzionamento dell'ateneo". 
Morroni è autore di numerose pubblicazioni scientifiche riguardanti temi di economia del lavoro, economia industriale, economia dell'impresa, microeconomia, macroeconomia, politica economica e storia dell'analisi economica.

## Biografia
Laureato nel 1974 in Scienze Sociali presso l'Università di Trento con il massimo dei voti e lode, nel biennio 1975-1976 segue il Master in Economia presso lISTAO (Istituto Adriano Olivetti) ad Ancona. È stato ricercatore presso l'Università di Trento; ha insegnato presso l'Università di Bergamo, di Bologna e di Pisa.
È stato visiting scholar presso la Science Policy Research Unit dell'Università del Sussex (1983), la Facoltà di Economia dell'Università di Cambridge, (1988), la Haas School of Business, Institute of Management e Innovation and Organization dell'Università della California, Berkeley (1998), il Clare Hall, College for Advanced Study dellUniversità di Cambridge (1998).

## Ricerca Scientifica

### Production Process and Technical Change
Il libro Production Process and Technical Change (Cambridge University Press, 1992) fornisce una rappresentazione analitica del processo produttivo e un modello utile all'analisi applicata degli effetti del cambiamento tecnico. “L'economia industriale e dell’impresa sono quindi riuniti in un nuovo modo.” Secondo Alfonso Gambardella, c’è un aspetto di questo libro “che lo rende in qualche misura diverso da altri contributi sul tema. Il quadro che Morroni ci offre è un quadro in cui i comportamenti delle imprese dipendono da una stretta interdipendenza tra dinamica tecnologica e dinamica organizzativa. La stessa flessibilità delle tecnologie (e dei processi produttivi) non può essere compresa senza esaminare i fattori che stanno alla base della flessibilità (o rigidità) delle organizzazioni, e vice versa”.
Nel libro Morroni distingue la flessibilità tecnologica da quella organizzativa e analizza il trade-off tra economia di scala ed economia di varietà produttiva. Brian Loasby rileva che nel modello fondi-flussi, sviluppato da Morroni, non si considera che alcune attività specializzate debbano essere svolte da unità produttive separate perché la loro combinazione all'interno di una stessa unità produttiva potrebbe compromettere l’efficienza.  Giuseppe Vitucci Marzetti osserva invece che “a parte un'esplicita considerazione dei fondi del processo [...], la matrice quantitativa-temporale proposta da Morroni è in definitiva non diversa da una matrice input-output del processo produttivo. […] Malgrado ciò la struttura analitica di Morroni può fornire ai ricercatori un quadro dettagliato dei processi produttivi che può essere molto utile all’analisi microeconomica delle innovazioni di processo.” Vitucci Marzetti conclude che “la teoria tradizionale della produzione non è in grado di affrontare questi temi collegati con la dimensione temporale. Da questo punto di vista, la struttura analitica presentata nel libro di Morroni, con la sua analisi rigorosa del profilo temporale del processo produttivo […], può essere molto utile”.
Sulla base dell’analisi fondi-flussi di Morroni è stato sviluppato il software Kronos Production Analyser che consente di condurre case studies riguardanti singole imprese. Kronos P.A. consente di calcolare i margini e i costi, il fabbisogno di input, i tempi di produzione, i magazzini, la dimensione di scala, l’adattabilità e flessibilità dei processi produttivi.

### Knowledge, Scale and Transactions in the Theory of the Firm
Secondo Jackie Krafft,  Mario Morroni nel suo libro prosegue la strada intrapresa con il precedente libro Production Process and Technical Change, partendo dall'analisi delle dimensioni temporali, organizzative e qualitative del processo produttivo per arrivare all'elaborazione di una nuova struttura analitica basata su una prospettiva cognitiva che tenga conto degli aspetti legati ai costi di transazione e al disegno della scala e della gamma produttiva. L’idea originale di questo libro è di superare il conflitto tra gli approcci basati sulle capabilities, sui costi di transazione e sulle economie di scala” e di fornire una struttura analitica integrata che permetta “l’analisi dell’interazione tra capabilities, transazioni e scala/gamma produttiva.” Come osserva Augusto Ninni, dall’analisi di Morroni emerge chiaramente che l’interazione tra questi [tre aspetti] è tanto maggiore quanto più elevato è il livello di incertezza radicale che gli individui devono affrontare”. Wilfred Dolfsma critica il fatto che nel libro di Morroni non vi è una discussione sul ruolo dell’imprenditore e non si considera la relazione tra crescita e competitività dell’impresa. Inoltre il libro  manca di riferimenti case studies. Di avviso diverso è Nathan Rosenberg, secondo il quale il libro di Morroni “fornisce una limpida analisi dello stato attuale della teoria dell'impresa. Il libro consiste in un magistrale riesame della teoria neoclassica in un momento in cui gli economisti accademici sono stati sfidati a integrare nei loro modelli teorici aspetti di difficile trattazione come le economie di scala interne, gli alti costi di transazione e l’incertezza radicale.”
In questo libro Morroni dimostra come il dilemma di Cournot sull'incompatibilità tra dei rendimenti crescenti e concorrenza, messo in rileivo da Alfred Marshall, possa essere risolto in base a una teoria integrata dell'impresa che tenga conto non solo dei rendimenti di scala, ma anche dello sviluppo della conoscenza e della gestione dei costi di transazione. Ne segue che i confini dell'impresa non possono essere attribuiti unicamente a una singola causa, ma sono il risultato dell'interazione tra lo sviluppo delle conoscenze,  il disegno della scala produttiva e considerazioni basate sui costi di transazioni. Questa interazione tra questi tre aspetti favorisce l'emergere di un’ampia varietà di dimensioni di scala e strutture organizzative anche nello stesso settore di attività.

### Corporate Governance, Organization and the Firm. Co-operation and Outsourcing in the Global Economy
Negli ultimi anni, gli studi applicati hanno mostrato eterogeneità diffusa, profonda e crescente tra le imprese in termini di strategia, organizzazione e prestazioni. Questo libro indaga la diversità delle imprese, offrendo un quadro delle diverse figure organizzative, con particolare riferimento al governo societario, alla progettazione organizzativa, alle relazioni di cooperazione, esternalizzazione e de-localizzazione.

### Nulla è come apparee il Teatro Didattico[12]
Nel libro Nulla è come appare (Imprimatur, 2016) Morroni immagina che una nebbia improvvisa costringa tre economisti e una studentessa di antropologia a una lunga attesa in un aeroporto inglese. Sollecitati dalla studentessa i tre economisti “intavolano una discussione da cui, come in Rashomon, emergono molteplici verità e dubbi. A differenza del capolavoro di Kurosawa, l’oggetto del contendere non è un delitto, ma la grande crisi economica e più in generale i grandi temi dell’attualità economica e politica: le crescenti diseguaglianze, la sostenibilità ambientale, il futuro dell’Europa.”
Marcello Ranucci osserva che “i personaggi sono presentati in maniera netta e fortemente caratterizzata. Tale caratterizzazione appare a tratti eccessiva, ma risponde in realtà a fini didattici”. “I temi sono trattati in maniera semplice ma rigorosa. La sfida che l’autore si pone è quella di rendere le grandi scelte economiche non appannaggio di pochi addetti ai lavori, ma oggetto di un diffuso e informato dibattito”.
Secondo Elena Taverna il libro di Morroni è “un elogio alla forma dialogica: non solo come strumento di confronto tra posizioni teoriche diverse”, ma anche come strumento “di conoscenza e comprensione del reale, poiché nella vita, come nella teoria economica, ‘nulla è come appare’”
Alberto Pench ritiene che “il lettore digiuno di nozioni economiche potrebbe non essere sempre in grado di seguire tutti i ragionamenti … sviluppati [nei vari dialoghi] ma che ciò sia un quid  in più del libro perché, nella misura in cui suscita nel lettore il desiderio di approfondimento, questo è pienamente soddisfatto da una bibliografia particolarmente ampi a curata.”
Nulla è come appare e la versione inglese   ̶  pubblicata nel 2018 da Springer con il titolo What Is the Truth About the Great Recession and Increasing Inequality?  ̶  si prestano a forme di teatro didattico. Lettura tratte dal libro sono state effettuate con successo nelle università di Catania, Pisa, Genova, Warwick e Londra.

## Pubblicazioni
- "Costo", in G. Lunghini (a cura di), Dizionario di Economia Politica, Boringhieri, Torino, 1985, pp. 75-151, ISBN 88-339-5013-1.[17]
- "La flessibilità produttiva", Politiche del Lavoro, n. 17, 1992, pp.153-71, traduzione italiana di "Production flexibility", in G.M. Hodgson ed E. Screpanti (a cura di), Rethinking Economics, Edward Elgar, Aldershot, 1991, pp. 68-80, ISSN 0394-7475.
- "Offerta", in Enciclopedia delle Scienze Sociali, Istituto dell'Enciclopedia Italiana Treccani, Roma, 1996, vol. VIII, pp. 308-319, ISBN 978-88-12-00105-7.[18]
- "Decreasing returns", in H.D. Kurz e N. Salvadori (a cura di), Elgar Companion to Classical Economics, Edward Elgar, Cheltenham, 1998, pp. 209-212, ISBN 1-85898-282-0.[19]
- "Increasing returns", in H.D. Kurz e N. Salvadori (a cura di), Elgar Companion to Classical Economics, Edward Elgar, Cheltenham, 1998, pp. 399-405, ISBN 1-85898-282-0.[20]
- "Production and time: a flow-fund analysis" in K. Mayumi e J.M. Gowdy (a cura di), Bioeconomics and Sustainability: Essays in Honor of Nicholas Georgescu-Roegen, "Foreward" di P.A. Samuelson, Edward Elgar, Cheltenham, 1999, pp. 194-228, ISBN 1-85898-667-2.[21]
- "Overcoming Cournot's dilemma on increasing returns and competition through an integrated perspective on the firm", Evolutionary and Institutional Economics Review, 2011, vol. 8, n. 1, pp. 159-165, ISSN 1349-4961.[22]
- "Production of commodities by means of processes. The flow-fund model, input-output relations and the cognitive aspects of production",  Structural Change and Economic Dynamics, 2014, ISSN 0954-349X.[23]
- "La dimensione temporale del processo produttivo in Nicholas Georgescu-Roegen e Gordon C. Winston" in L. Fanti (a cura di), Oligopolio, istituzioni e performance delle imprese - Oligopoly, institutions and firms' performance, Pisa University Press, Pisa, 2017  (con Giuseppe Vittucci Marzetti), ISBN 978 88 6741-8121.

### Libri
- Production Process and Technical Change, Mario Morroni, Cambridge University Press, Cambridge, 1992, ISBN 978-0-521-41001-4 Myrdal Prize conferito dalla European Association for Evolutionary Political Economy, in occasione della conferenza annuale di Parigi nel novembre 1992.[24]
- Knowledge, Scale and Transactions in the Theory of the Firm, Cambridge University Press, Cambridge, 2006, pp. i-xii and 1-358.ISBN 978-0-521-12318-1[25][26][27][28][29]

- Corporate Governance, Organization and the Firm. Co-operation and Outsourcing in the Global Economy, A cura di Mario Morroni, Edward Elgar Publishing, 2009, ISBN 978-1-84720-820-0 Saggi di: P. Cohendet, M. Damiani, S. Furnari, C. Gianelle, A. Grandori, J. Krafft, P. Llerena, M. Mazzanti, C. Ménard, S. Montresor, M. Morroni, R. Pardo, P. Pini, R. Rama, J.-L. Ravix, A. Reinstaller, G. Tattara, P. Windrum[30]
- L'impresa competitiva. Conoscenza e sviluppo in condizioni di incertezza, LUISS University Press, Roma, 2010, ISBN 8861051049
- Nulla è come appare. Dialoghi sulle verità sommerse della crisi economica, Imprimatur, RCS, Reggio Emilia, 2016, ISBN 978-8868304713[14][15][31]
- What Is the Truth About the Great Recession and Increasing Inequality?, Dialogues on Disputed Issues and Conflicting Theories, Springer International Publishing, 2018, ISBN 978-3-319-98620-3[32]